# 滇川翠雀花
滇川翠雀花（学名：Delphinium delavayi）是毛茛科翠雀属的植物，是中国的特有植物。分布在中国大陆的云南、四川等地，生长于海拔2,600米至3,600米的地区，常生于山地草坡或疏林中，目前尚未由人工引种栽培。根具藥用功能，可治風濕疼痛、癲癎、蛔蟲等症。

## 别名
细草乌、鸡足草乌（云南）

## 异名
- Delphinium delavayi Franch. f. aureum W. T. Wang
- Delphinium delavayi Franch. var. lasiandrum W. T. Wang
- Delphinium delavayi Franch. var. pogonanthum (Hand.-Mazz.) W. T. Wang